# Ultimul om din Atlantida
Ultimul om din Atlantida (rusă Последний человек из Атлантиды) este un roman științifico-fantastic de aventuri scris de Aleksandr Beleaev. Romanul a fost publicat pentru prima data in 1925 în revista Vokrug sveta (nr. 5-8).

## Prezentare
Bancherul din New York, Henry Solly organizează o expediția pentru a descoperi Atlantida. După cinci ani de căutări, reușește s-o identifice la 3 km. adâncime și să îi dezvăluie comorile (temple, statui, arme, piramide și un număr mare de cărți din bronz). Pe baza acestor descoperiri, profesorul Larison reface istoria Atlantidei, descrie capitala acesteia, Poseidonis, conflictele dintre preoți și sclavi ce s-au răsculat chiar în momentul în care Atlantida a fost distrusă de un vulcan.
Romanul este compus din două părți. Evenimentele din prima parte (primele 4 capitole), care descriu descoperirea Atlantidei, au loc în timpul nostru. Cea de-a doua parte (ultimele 20 de capitole) este un manuscris despre Atlantida al profesorului Larison, găsit după moartea sa, în care descrie viața cotidiană a Atlantidei și dispariția sa.

## Ecranizări
- Ultimul om din Atlantida (2015)

## Traduceri în limba română
- Ultimul om din Atlantida (1926), traducere de A. Țimpău și I. Andreescu. Publicat în Aleksandr Beleaev - Stăpânul lumii, Opere alese III, Editura Tineretului, București, 1964.